# Guido d'Asciano
Guido d'Asciano (Asciano, ... – 1410 circa) è stato un condottiero italiano.

## Biografia
Noto anche come Guido Guidi, militò al fianco di importanti capitani di ventura, esordendo nel 1376 nella guerra degli Otto Santi a Bologna contro le truppe pontificie e, assieme a Betto Biffoli, vinse i Brettoni che volevano occupare Firenze. Prestò servizio nella Compagnia di San Giorgio di Alberico da Barbiano. Nel 1387, a Castrocaro, presso Forlì, essendo al servizio dei Bolognesi, venne sconfitto da Francesco III Ordelaffi. In seguito, nello stesso anno, istituì una sua compagnia di ventura assieme a Bernardo della Sala combattendo nell'urbinate, nel Lazio, Umbria e Toscana. Nella sua compagnia iniziò la sua carriera Braccio da Montone, destinato a diventare uno dei più famosi condottieri del suo tempo. Morì intorno al 1410.